# Marcelo Morales
Marcelo Morales (sinh ngày 9 tháng 10 năm 1966) là một cầu thủ bóng đá người Argentina.

## Sự nghiệp câu lạc bộ
Marcelo Morales đã từng chơi cho Urawa Reds.

## Thống kê câu lạc bộ

### J.League
| Đội        | Năm       | J.League | J.League | J.League Cup | J.League Cup | Tổng cộng | Tổng cộng |
| Đội        | Năm       | Trận     | Bàn      | Trận         | Bàn          | Trận      | Bàn       |
| ---------- | --------- | -------- | -------- | ------------ | ------------ | --------- | --------- |
| Urawa Reds | 1993      | 3        | 0        | 0            | 0            | 3         | 0         |
| Tổng cộng  | Tổng cộng | 3        | 0        | 0            | 0            | 3         | 0         |